# Zamek Królewski w Budapeszcie
Zamek Królewski w Budapeszcie (węg. Budavári Palota) – kompleks pałacowy znajdujący się w Budapeszcie, w Budzie, na Wzgórzu Zamkowym, będący przez wiele wieków siedzibą władców Węgier. Jego początki sięgają XIV wieku, kiedy to na dzisiejszym Wzgórzu Zamkowym z inicjatywy księcia Slawonii Stefana (młodszego brata węgierskiego króla Ludwika I), powstał pierwszy zamek. Następnie za panowania króla Zygmunta został znacznie rozbudowany i ufortyfikowany, zaś w XV wieku doczekał się dwóch przebudów – druga z nich nadała mu wygląd w stylu włoskiego renesansu, przez co stał się pierwszym tego rodzaju obiektem wśród europejskich dworów królewskich.
W 1715 roku zrujnowany wskutek trwającej od XVI wieku tureckiej okupacji Budy i oblężenia miasta z 1686 roku budynek został rozebrany i zastąpiony barokowym pałacem, zaprojektowanym przez Johanna Hölblinga. Budynek przetrwał do 1849 roku, kiedy to uległ zniszczeniu wskutek próby odbicia Budy przez wojska węgierskie z rąk Austriaków. Później budynek odbudowano w latach 1850–1856. Po połączeniu się Budy, Pesztu i Óbudy w Budapeszt władze Węgier postanowiły mocno przebudować pałac, zlecając przygotowanie projektu przebudowy Miklósowi Yblowi. Realizacja projektu, po śmierci Ybla nadzorowana przez Alajosa Hauszmanna, miała miejsce w latach 1890–1912. Przebudowa Hauszmanna znacznie zwiększyła rozmiary gmachu oraz nadała mu neobarokowy wygląd. Podczas związanego z II wojną światową oblężenia Budapesztu zamek został całkowicie zniszczony. Jego odbudowę przeprowadzono od lat 60. do lat 80. XX wieku z uproszczeniem fasad i nadaniem zdecydowanej większości pomieszczeń modernistycznej stylistyki. Odbudowany budynek stał się siedzibą instytucji kultury tj. Muzeum Historycznego Budapesztu, Węgierskiej Galerii Narodowej i Państwowej Biblioteki Széchényiego.
W 2. dekadzie XXI wieku węgierski rząd zapoczątkował Narodowy Program Hauszmanna (węg. Nemzeti Hauszmann Program), mający na celu przywrócenie pierwotnego stanu położonych na obszarze Dzielnicy Zamkowej ważnych historycznych budynków, m.in. zamku Królewskiego, zniszczonych w czasie II wojny światowej i okresu komunizmu. W latach 2016–2021 zrekonstruowano kilka położonych na terenie zamku obiektów z czasów przebudowy Hauszmanna, które zburzono w czasie powojennej odbudowy. W 2021 roku przywrócono stan z czasów przebudowy Alajosa Hauszmanna pierwszej z fasad zamku, położonej po południowej stronie południowego skrzydła łącznikowego, a także ukończono odtwarzanie oryginalnego wyglądu pierwszego z historycznych pomieszczeń budynku, Sali św. Stefana. W następnym roku oficjalnie ogłoszono rozpoczęcie odbudowy zamku Królewskiego według stanu z czasów przebudowy Hauszmanna, a także rekonstrukcji kolejnych historycznych pomieszczeń.

## Historia

### Średniowiecze

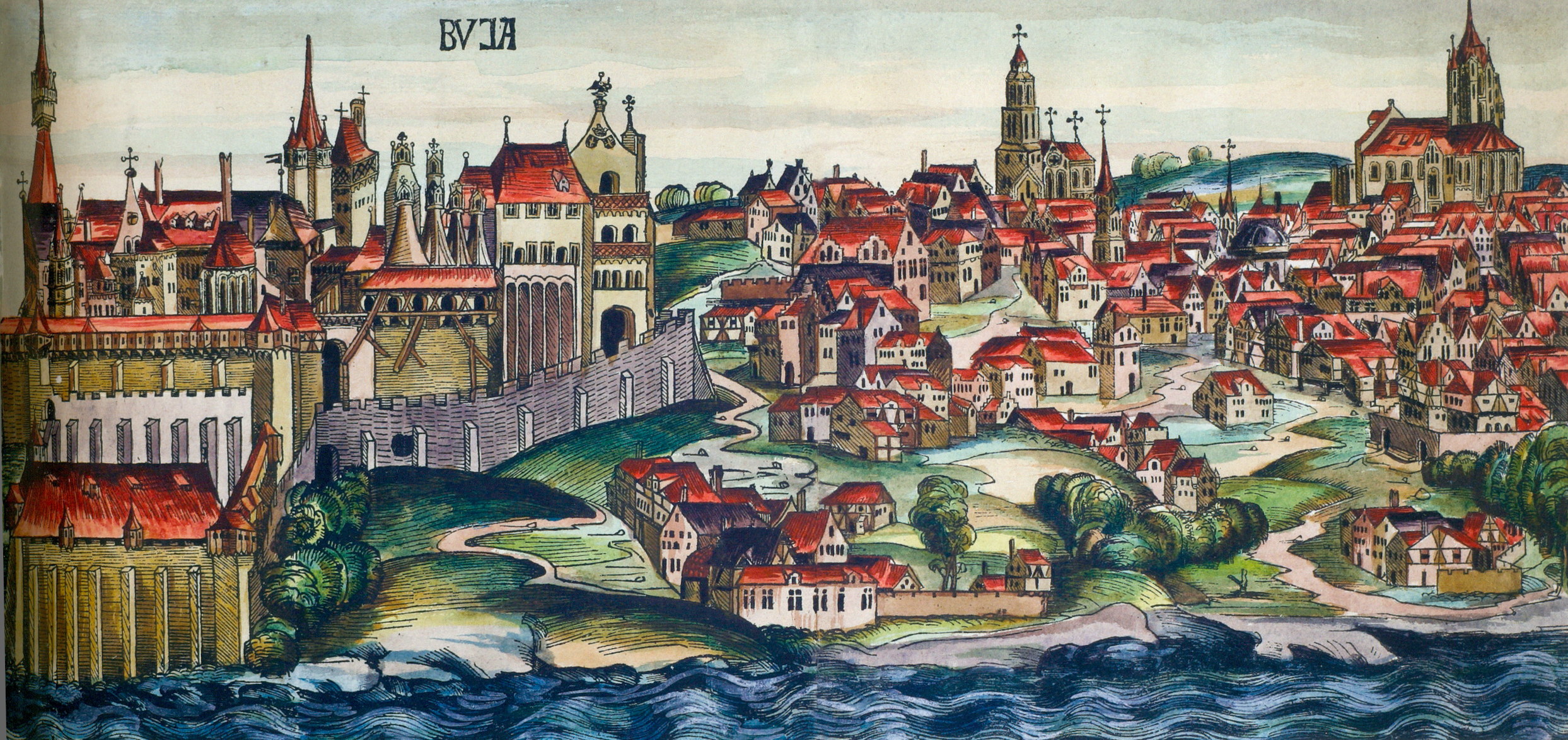
Widok na Budę wraz z zamkiem na rysunku pochodzącym z wydanej w 1493 roku Kroniki Świata autorstwa Hartmanna Schedla

Dzisiejsze Wzgórze Zamkowe zostało po raz pierwszy zasiedlone i ufortyfikowane w XIII wieku, kiedy to po niszczycielskim najeździe Mongołów na Węgry w 1241 roku, król Bela IV wydał dekret o budowie ufortyfikowanych miast w całym kraju oraz nakazał, aby ludzie mieszkający dotychczas u podnóża położonego nad Dunajem wzgórza w Budzie przenieśli się na sam obszar tego wzgórza. Około 1265 roku ukończone zostały mury obronne wokół Budy, która na przestrzeni wieków stała się zarówno rezydencją węgierskich królów, jak i stolicą kraju.
W XIV wieku na budzińskim wzgórzu ulokował się dwór królewski. Wtedy też, z inicjatywy księcia Slawonii Stefana (młodszego brata króla Ludwika I), powstał tam pierwszy zamek. Budowla ta została później znacznie rozbudowana i ufortyfikowana za panowania króla Zygmunta. Zygmunt, który był także cesarzem rzymskim, wybrał budziński zamek jako swoją rezydencję, gdyż chciał wykorzystać go jako symbol swojej ważności wśród innych europejskich władców. Przebudowa zamku w stylu gotyckim miała miejsce głównie w latach 1410–1420. Następnie król Maciej Korwin, panujący w latach 1458–1490, przebudował zamek Królewski w stylu włoskiego renesansu, przez co budowla stała się pierwszym tego rodzaju obiektem wśród europejskich dworów królewskich.

### XVI–XVIII wiek

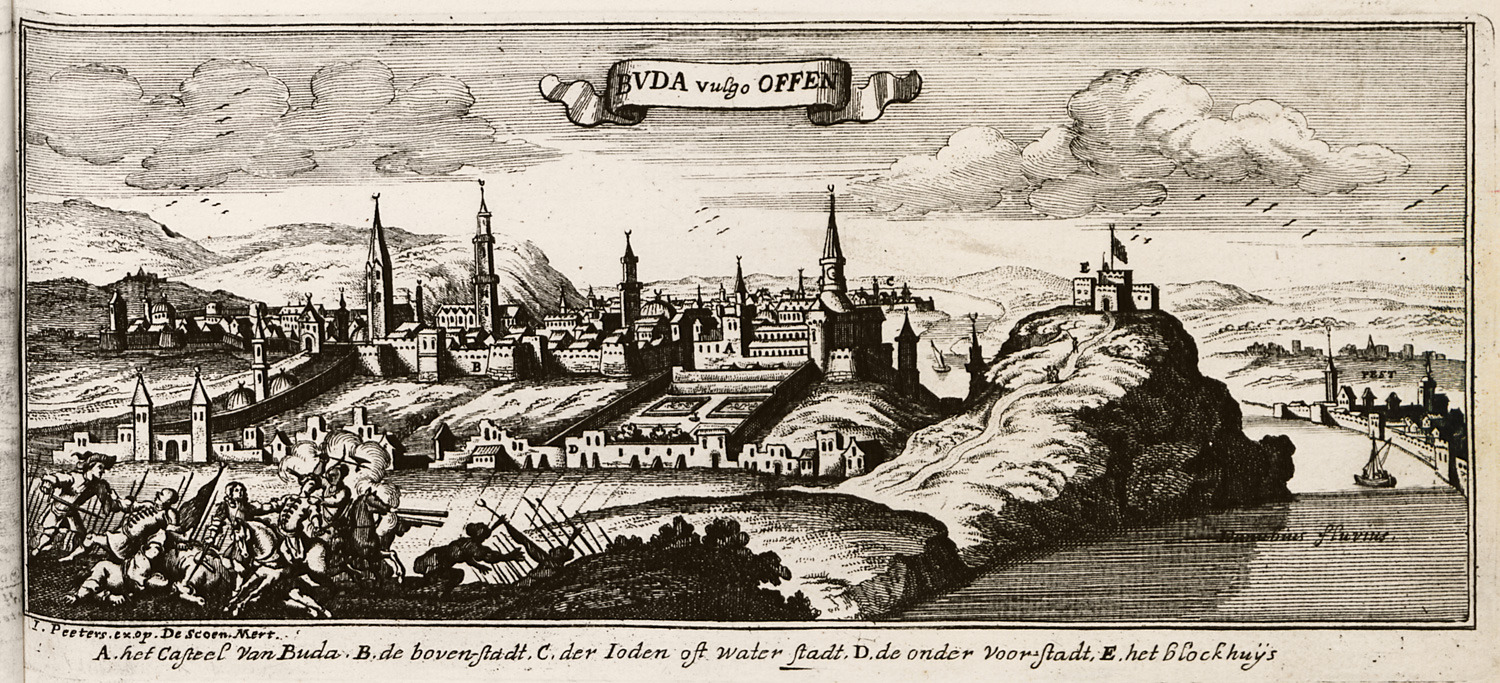
Zamek w Budzie na obrazie autorstwa Jacoba Balthasara Peetersa z 1686 roku

Począwszy od rozpoczęcia tureckiej okupacji Budy w 1541 roku zamek, zamieniony przez Turków na koszary, więzienie oraz magazyn broni i amunicji, zaczął popadać w ruinę. Wielkie oblężenie miasta przez siły chrześcijańskie z 1686 roku spowodowało całkowite zniszczenie budowli. Kiedy Turcy zostali ostatecznie wypędzeni, władzę nad Węgrami przejęła austriacka dynastia Habsburgów. Z ich inicjatywy w 1715 roku rozebrano zrujnowany budynek i zbudowano nowy, znacznie mniejszy od poprzedniego gmachu pałac w stylu barokowym, zaprojektowany przez Johanna Hölblinga. Budowa została wstrzymana na wiele lat z powodu pożaru i zakończyła się po wstąpieniu na węgierski tron Marii Teresy. Obiekt nigdy tak naprawdę nie był używany jako rezydencja królewska – królowa spędzała niewiele czasu w Budzie. Tylko dwukrotnie odwiedziła będący wówczas w budowie pałac: raz w 1751 roku i ponownie w 1764 roku, a podczas drugiej wizyty wykorzystała go jako swoją kwaterę. W latach 1766–1777 pałac służył jako okazjonalna rezydencja księcia Alberta Sasko-Cieszyńskiego. Później, w latach 1770–1777, w pałacu zakwaterowano nowo przeniesiony na Węgry Zakon Sióstr Marii Ward, zaś w 1777 roku użytkownikiem gmachu został przeniesiony do Budy Uniwersytet w Nagyszombat (obecnie Trnawa na Słowacji). Użytkował on obiekt do 1784 roku, kiedy to decyzją króla Józefa II został przeniesiony do Pesztu. Następnie budynek mieścił wojskową kwaterę główną. W 1791 roku w pałacu zamieszkał habsburski palatyn Królestwa Węgier, Aleksander Leopold.

### XIX i 1. połowa XX wieku

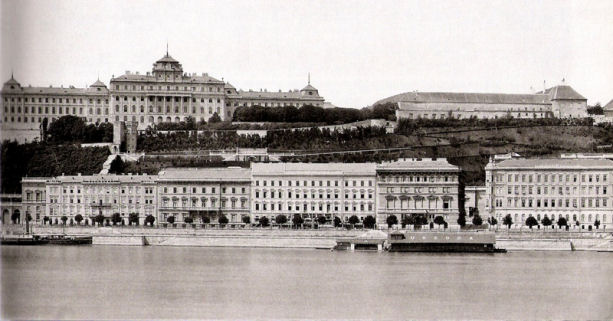
Zamek około 1880 roku

W 1849 roku, podczas próby odbicia Budy przez wojska węgierskie z rąk Austriaków, pałac został poważnie uszkodzony. Po węgierskiej odsłonie Wiosny Ludów budynek odbudowano w latach 1850–1856, jednak przez wiele lat stał pusty.
W drugiej połowie XIX wieku miasta Buda, Peszt i Óbuda zostały połączone, w wyniku czego powstał Budapeszt, stolica Węgier. Miasto doświadczało wówczas szybkiego rozwoju gospodarczego. Przeprowadzono ambitne projekty planistyczne, aby zaznaczyć rosnące bogactwo i wyższy status stolicy kraju. Rząd Węgier chciał też odmienić oblicze pałacu królewskiego tak, aby pasował do innych okazałych europejskich rezydencji monarszych. Okazją do tego była koronacja Franciszka Józefa I na króla Węgier w 1867 roku. Najpierw w latach 1875–1882 na skarpie Dunaju, u podnóża Wzgórza Zamkowego, zbudowano według projektu architekta Miklósa Ybla obiekty Várkert Bazár i Várkert-kioszk. W 1882 roku premier Kálmán Tisza zlecił Yblowi sporządzenie ogólnego planu przebudowy budapeszteńskiego Pałacu Królewskiego. W swoim projekcie Ybl zachował stary barokowy pałac, ale dobudował nowe skrzydła wokół głównego dziedzińca, dzięki czemu rozmiary budynku uległy podwojeniu. Zaplanował także nową drogę na zachodnim zboczu wzgórza, co wymagało wyburzenia średniowiecznych murów i baszt.

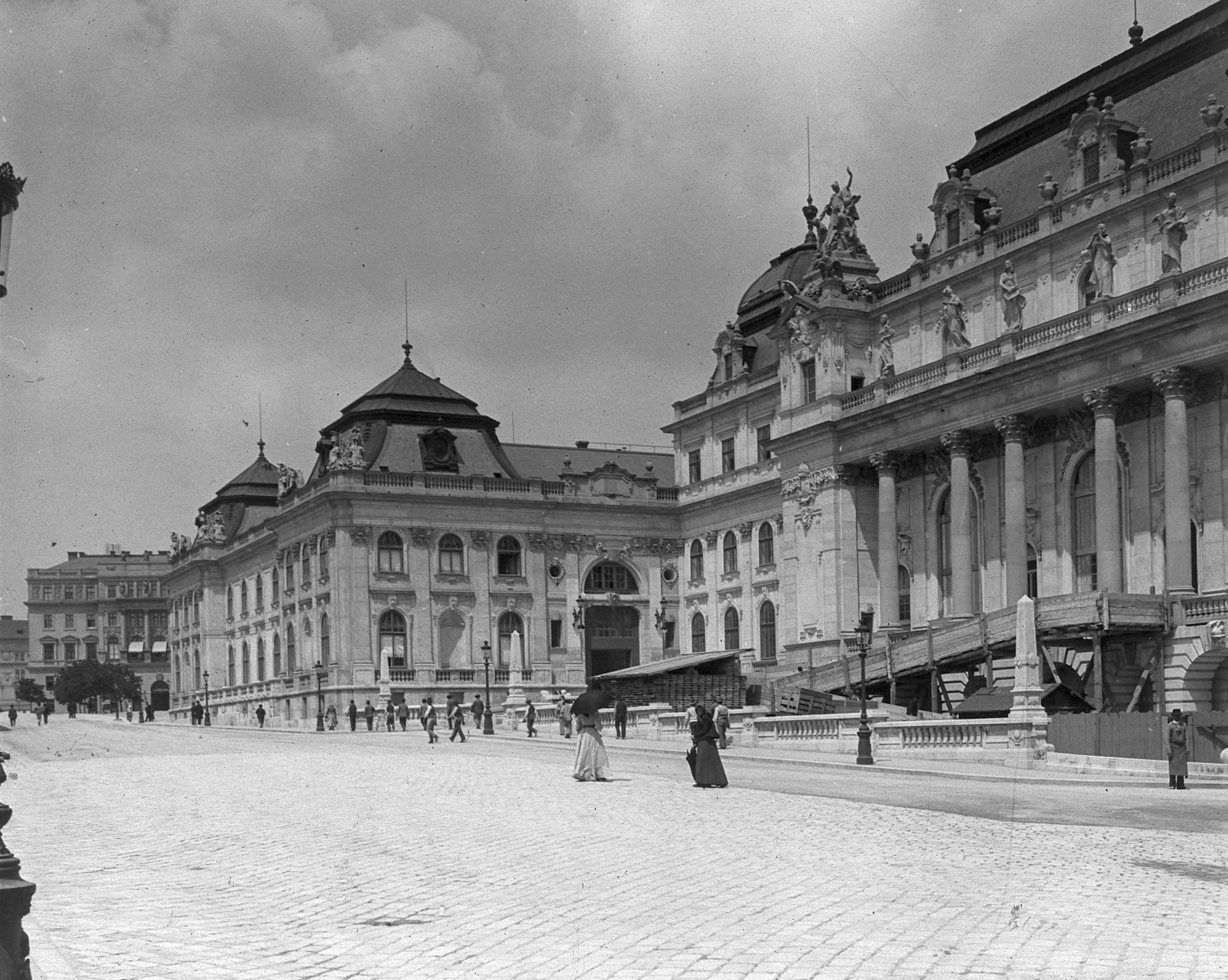
Część zamku od strony placu Świętego Jerzego w 1902 roku

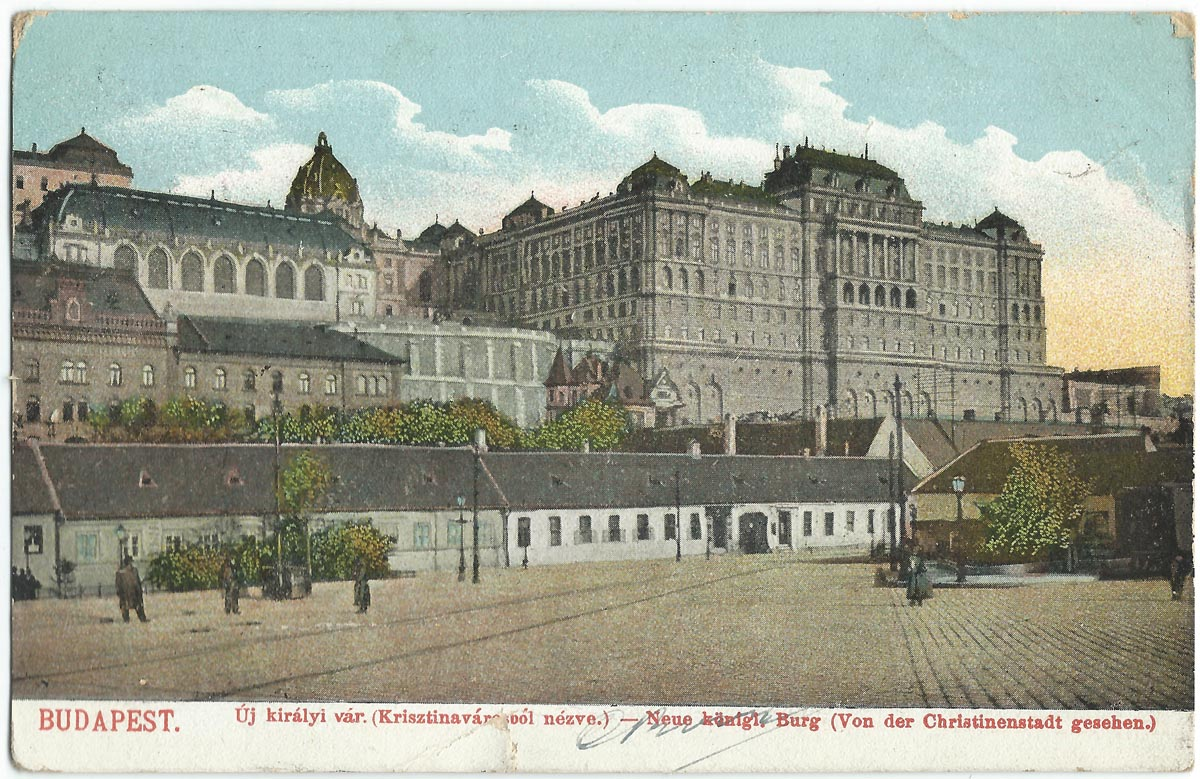
Zamek od strony przeciwnej do Dunaju na pocztówce z 1905 roku

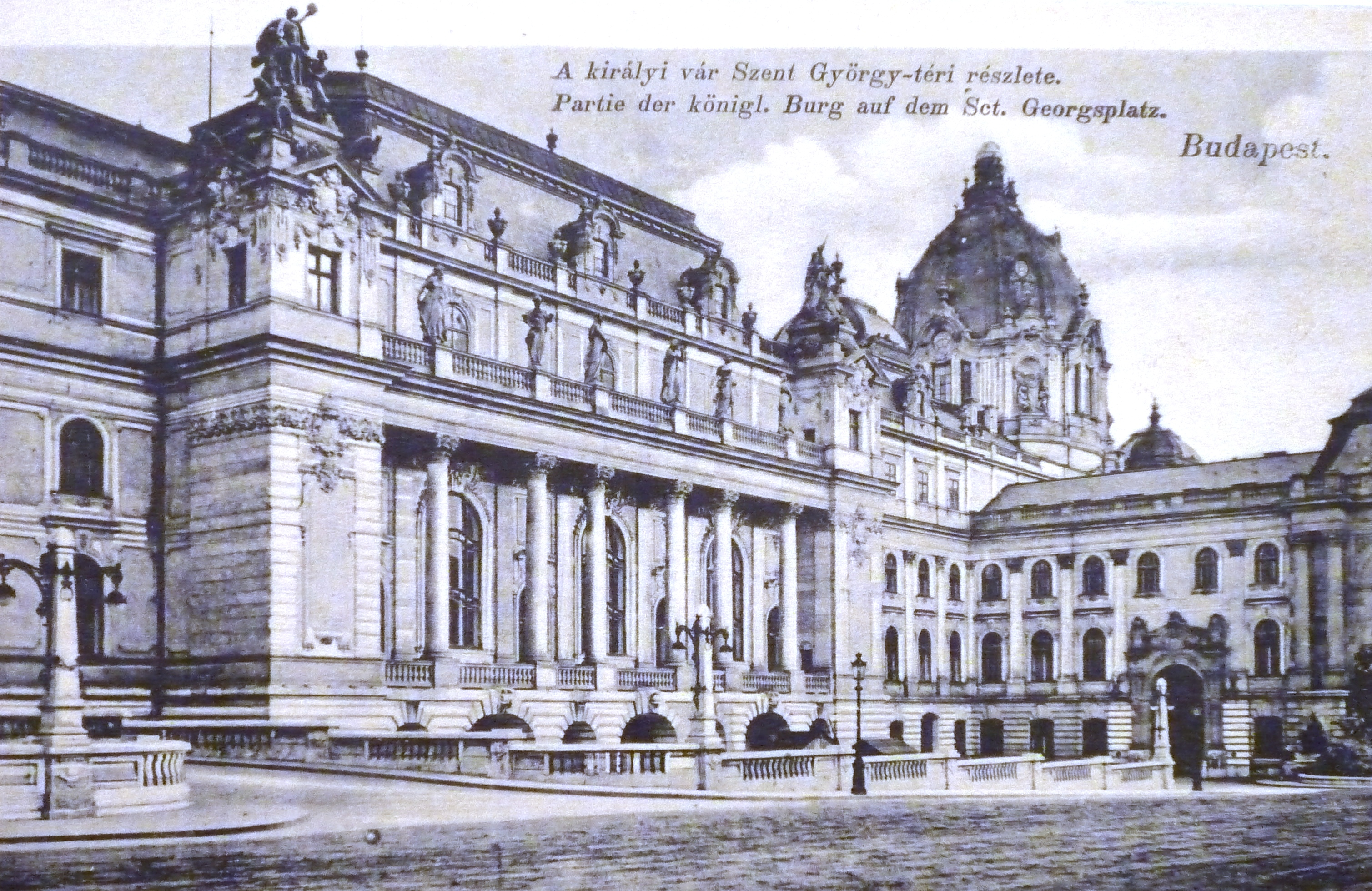
Część zamku mieszcząca Salę Balową na zdjęciu sprzed 1918 roku

Wąskość naturalnego płaskowyżu Wzgórza Zamkowego oznaczała, że nie było wystarczająco dużo miejsca na nowe skrzydło, co Miklós Ybl rozwiązał, wznosząc konstrukcję sięgającą do podnóża wzgórza, jako podstawę projektowanego obiektu. Bryła nowego kompleksu zamkowego zajmowała prawie całe wzgórze, ale główna fasada głównego dziedzińca miała równie skromną wysokość jak barokowa rezydencja. Pierwotnie otwarty główny dziedziniec – Oroszlános udvar (pol. „Lwi dziedziniec”) – stał się zamkniętym dziedzińcem z łukowatą bramą strzeżoną przez cztery rzeźby lwów. Ybl ostatecznie rozpoczął swoją przebudowę w 1890 roku, jednak rok później zmarł. Wtedy kierownictwo realizacji neobarokowego projektu przejął Alajos Hauszmann. Hauszmann nieznacznie zmodyfikował części pierwotnego planu.
Skrzydło Krisztinaváros zostało ukończone w architektonicznym duchu poprzednika, a w 1896 roku cesarz Austrii i król Węgier Franciszek Józef I położył kamień węgielny pod przedłużenie od strony Dunaju. W 1893 roku w pałacu Królewskim obchodzono 25. rocznicę koronacji Franciszka Józefa I na króla Węgier. Stara sala bankietowa okazała się za mała, więc Hauszmann zdecydował się ją powiększyć, wyburzając i odbudowując ścianę. Skrzydło północne przedłużył do placu Świętego Jerzego (węg. Szent György tér), tworząc w ten sposób symetryczne założenie, harmonijnie wpasowujące się w krajobraz miasta i większe od budynku parlamentu. Wzniósł także portyk i otwartą ozdobną klatkę schodową, a cały pałac zwieńczył zawierającą elementy secesyjne i barokowe kopułą, na której szczycie znalazła się latarnia w kształcie Korony Świętego Stefana. Rozbudowa odbywała się wzdłuż osi podłużnej barokowego pałacu w kierunku północnym z zachowaniem zasad symetrii. Zamiast dotychczasowych trzech skrzydeł barokowego gmachu, po wschodniej stronie stało teraz pięć. W efekcie powstał łańcuch budynków o długości 304 m.
Detale architektoniczne kopuły, fasad skrzydła północnego i tylna elewacja od strony zachodniego dziedzińca zawierały motywy symbolizujące wolność. Na zachodnim dziedzińcu znalazła się również okazała Fontanna Macieja (węg. Mátyás kútja). Nad główną bramą, od strony placu Świętego Jerzego, stanął posąg bogini Hungarii. Ta strona budynku ma główną fasadę kompleksu, choć była znacznie krótsza i mniej charakterystyczna niż długa fasada naddunajska. Starą kaplicę Świętego Stefana rozebrano, aby zrobić miejsce na jezdnię. Po stronie przeciwnej do Dunaju Alajos Hauszmann zaprojektował nową ujeżdżalnię (powstała w latach 1899–1902) i kordegardę (zbudowaną w latach 1901–1903). Wcześniej, w 1896 roku, powstały neorenesansowe schody Stöckla, które połączyły dziedziniec Csikósa (przy którym znajdowała się ujeżdżalnia) z dziedzińcem Hunyadi (przy którego zachodniej stronie stała kordegarda). Dodatkowo, aby ułatwić transport koni między różnymi poziomami zamku Królewskiego, około 1900 roku zbudowana została monumentalna rampa prowadząca z górnych poziomów obiektu w dół, do ujeżdżalni.

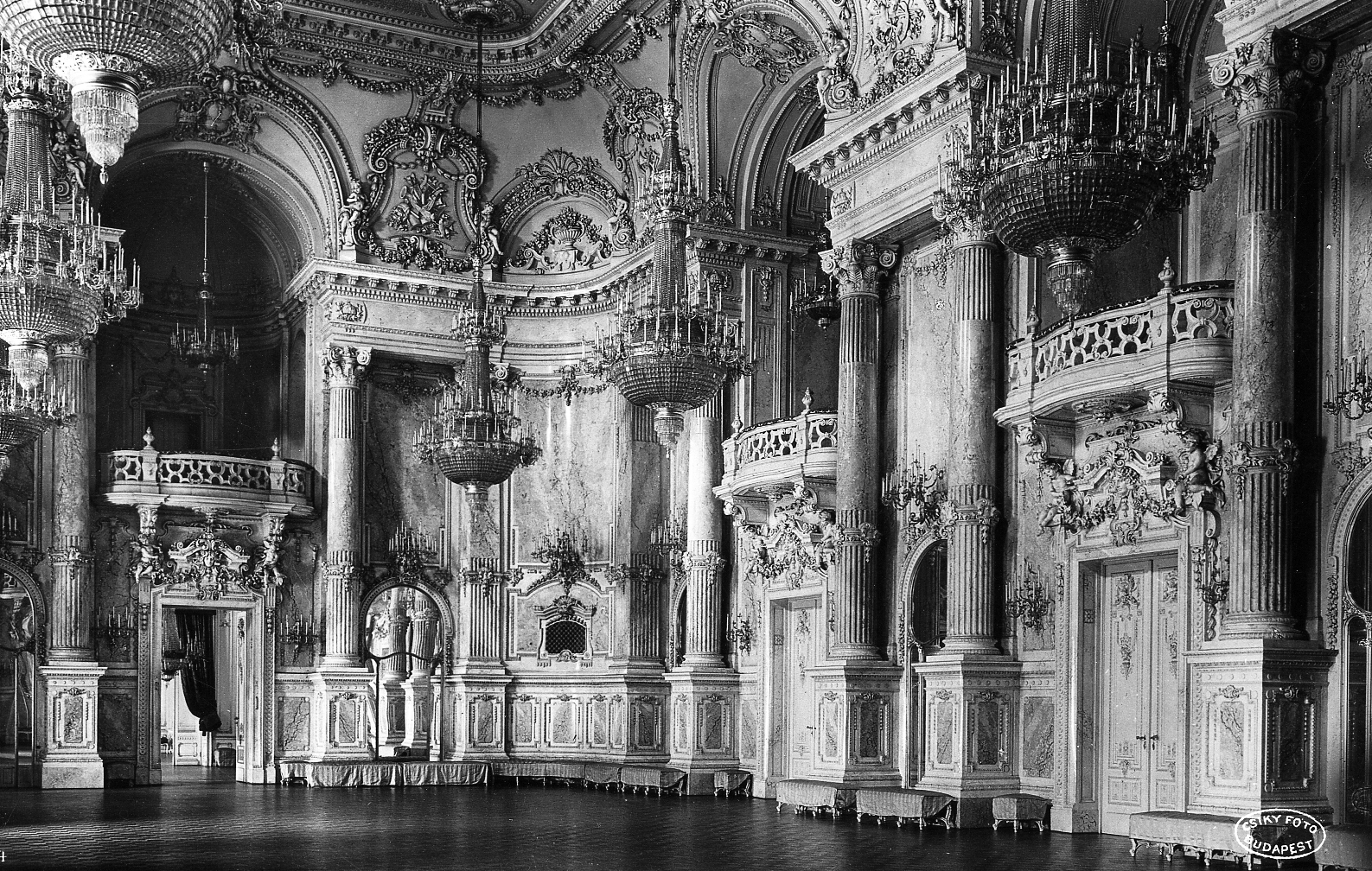
Sala Balowa w 1926 roku

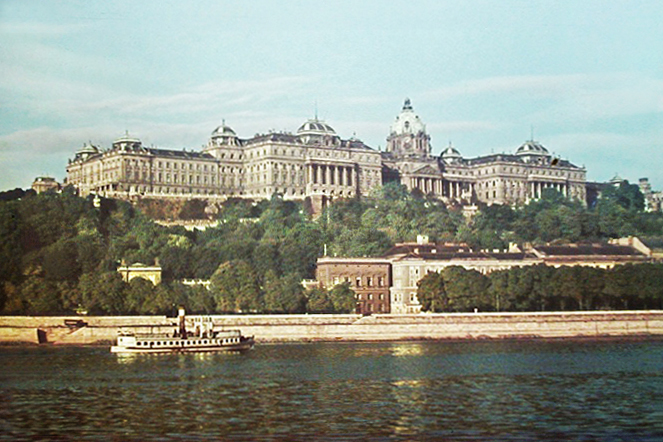
Zamek w latach 30. XX wieku

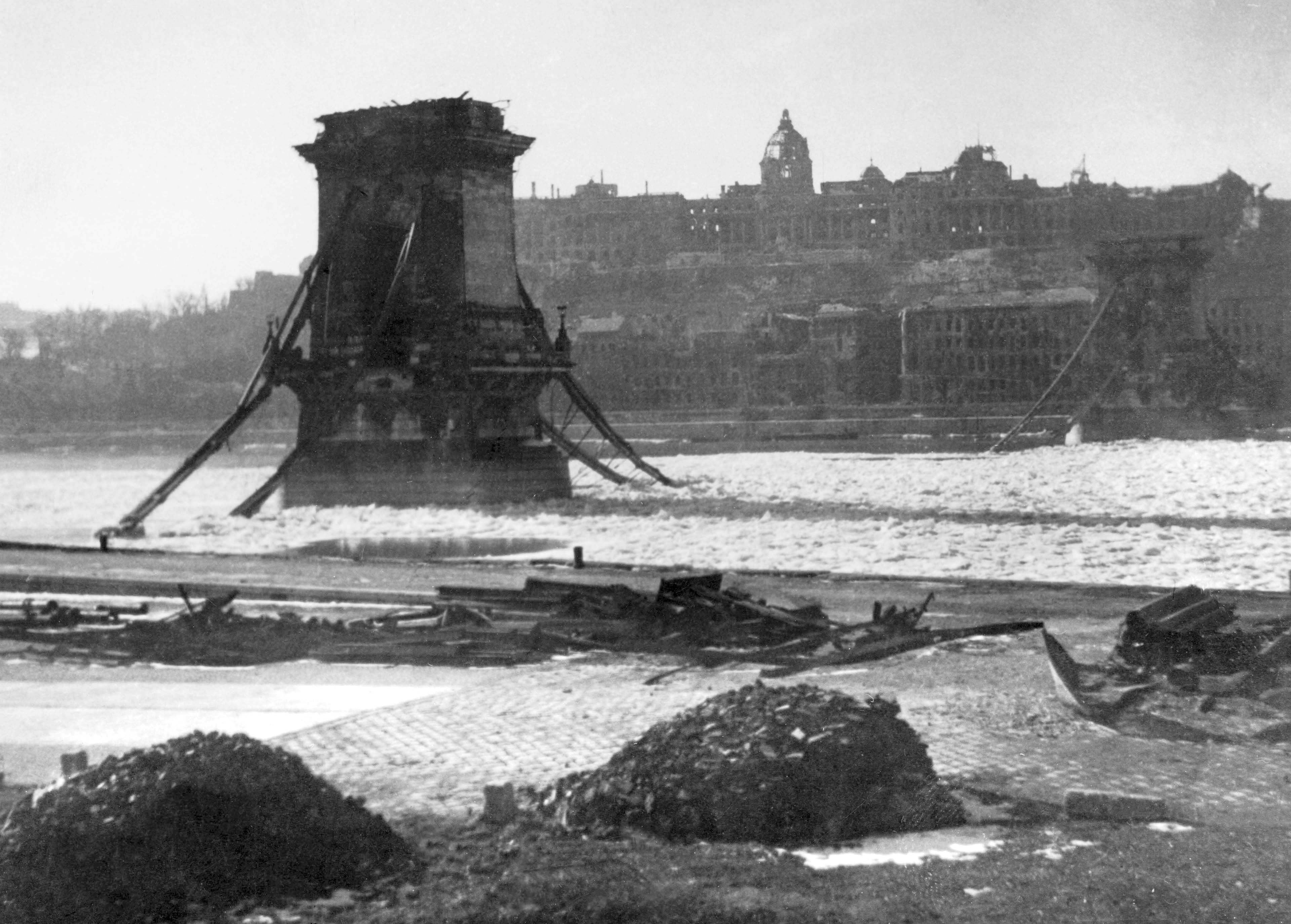
Zniszczony most Łańcuchowy w 1946 roku; na dalszym planie widoczne ruiny zamku

Przed długą fasadą naddunajską wzniesiono pomnik konny księcia Eugeniusza Sabaudzkiego, dowódcy armii państwa Habsburgów w bitwie pod Zentą. Wschodni dziedziniec został odgrodzony wspaniałym ogrodzeniem zakończonym filarem zwieńczonym posągiem legendarnego Turula, świętego ptaka Węgrów, rozpościerającego skrzydła nad miastem. Dwie kondygnacje schodów prowadziły do placu Świętego Jerzego, który znajdował się na znacznie wyższym poziomie. Na południowym zboczu założono ogrody królewskie, w których znalazły się drogocenne rośliny, szklarnie i malownicze tarasy.
Wnętrza pałacu zostały udekorowane i wyposażone wyłącznie przy pomocy dzieł czołowych węgierskich artystów epoki. Po przejęciu nadzoru nad realizacją przebudowy zamku, Alajos Hauszmann zwiedził najsłynniejsze zamki w Europie w celu zaczerpnięcia inspiracji. Udało mu się przekonać Franciszka Józefa I, zadowalającego się początkowo tanim wyposażeniem Sali św. Stefana, do stworzenia okazałego, ozdobnego pomieszczenia. Nazwana na cześć będącego założycielem węgierskiego państwa króla sala była jednym z najważniejszych pomieszczeń zamku Królewskiego w Budapeszcie. Architekt zwrócił się do wybitnych twórców ówczesnej węgierskiej sztuki użytkowej o wykonanie dekoracji tego pomieszczenia. Na pierwszym piętrze znalazły się apartamenty królewskie, z których ten z widokiem na Górę Gellerta, miał być sypialnią Franciszka Józefa I, jednak władca nigdy z niego nie korzystał. Podobnie nieużywane pozostawały też pokoje na drugim piętrze, w których miano przechowywać Koronę Świętego Stefana i klejnoty koronacyjne. Po wschodniej stronie kompleksu znalazł się prawie 200-metrowej długości ciąg otwierających się na siebie pomieszczeń i sal, służących do organizacji królewskich uroczystości, bali, bankietów, przyjęć, audiencji itp. Nowemu skrzydłu północnemu nadano rolę recepcji, której główna brama otwierała się w kierunku położonego na północ od pałacu placu Świętego Jerzego. Nowe centrum uroczystości królewskich, Wielką Salę Balową, umieszczono po zachodniej stronie nowego skrzydła położonego niżej na południe, natomiast po wschodniej stronie od strony Dunaju zbudowano Galerię Bufetową. Dawne północne skrzydło barokowe, które stało się główną częścią, pomieściło mniejsze, ale równie eleganckie pomieszczenie, Salę Habsburgów. Z kolei w dawnym budynku głównym barokowego pałacu swoją poprzednią funkcję zachowała rozbudowana przez Hauszmanna Sala Tronowa. Przebudowany i rozbudowany zamek Królewski został oficjalnie otwarty w 1912 roku. 30 grudnia 1916 roku na zamku odbyła się część uroczystości związanych z koronacją ostatniego króla Węgier, Karola IV.
Po upadku imperium Habsburgów i odsunięciu od władzy tej dynastii w 1918 roku, pałac w latach 1920–1944 był siedzibą regenta Królestwa Węgier (królestwa bez króla), admirała Miklósa Horthyego. Dzięki temu uchodził za centrum politycznego i społecznego życia międzywojennych Węgier. Podczas trwającego od grudnia 1944 do lutego 1945 roku, związanego z II wojną światową oblężenia Budapesztu, zamek Królewski, podobnie jak reszta zabudowy Dzielnicy Zamkowej, został całkowicie zniszczony. W miarę postępu oblegających bronione przez wojska niemiecko-węgierskie miasto żołnierzy radzieckich otrzymywał coraz więcej trafień pociskami, które nie raz wywoływały pożary, niemożliwe do ugaszenia z powodu braku wody. Kopuła i dach w wielu miejscach się zawaliły, grzebiąc pod sobą mnóstwo cennych skarbów sztuki, zaś elementy wyposażenia, takie jak obrazy i dywany, po zakończeniu walk zostały uznane za łupy wojenne i wywiezione przez zwycięskich Sowietów.

### 2. połowa XX wieku i XXI wiek

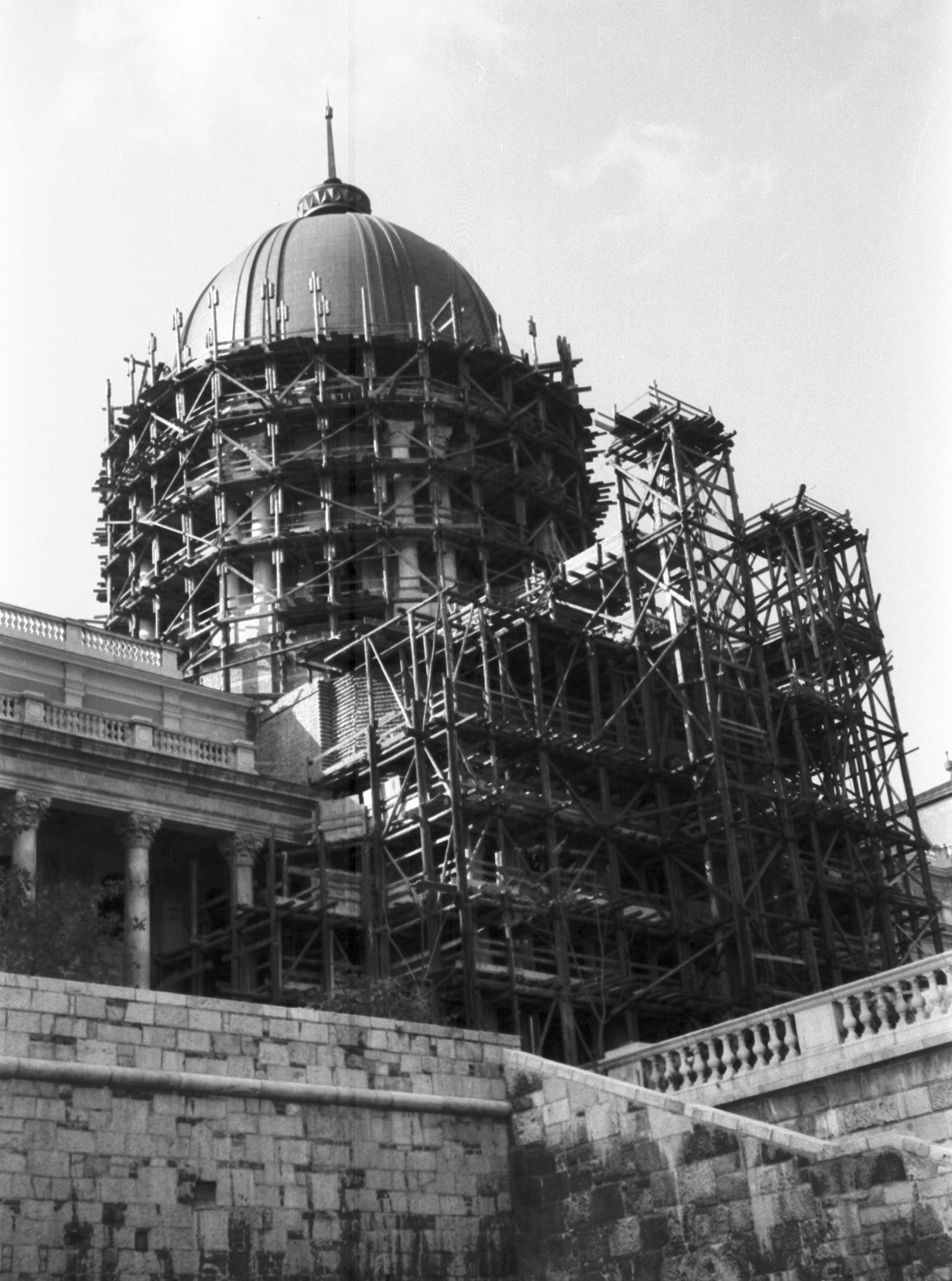
Budowa nowej kopuły w 1963 roku

Porządkowanie ruin rozpoczęto niemal natychmiast po II wojnie światowej, jednak temat odbudowy zamku nie został podjęty, gdyż istniało kilka pomysłów na jego ewentualną funkcję. Jeden z nich zakładał przebudowanie dawnego pałacu Królewskiego ze znacznym uproszczeniem fasad i całkowitym przeprojektowaniem wnętrz na siedzibę państwowego ugrupowania komunistycznego, Węgierskiej Partii Pracujących/Węgierskiej Socjalistycznej Partii Robotniczej, jednak koncepcja ta upadła z powodu osłabienia władzy przywódcy partii. Pojawił się także pomysł całkowitego zburzenia zniszczonego pałacu i wzniesienia na jego miejscu zespołu modernistycznych budynków dla wysokich urzędników państwowych. Po klęsce rewolucji 1956 roku utrwalony rząd Jánosa Kádára postanowił odbudować gmach z przeznaczeniem na funkcję kulturalną.

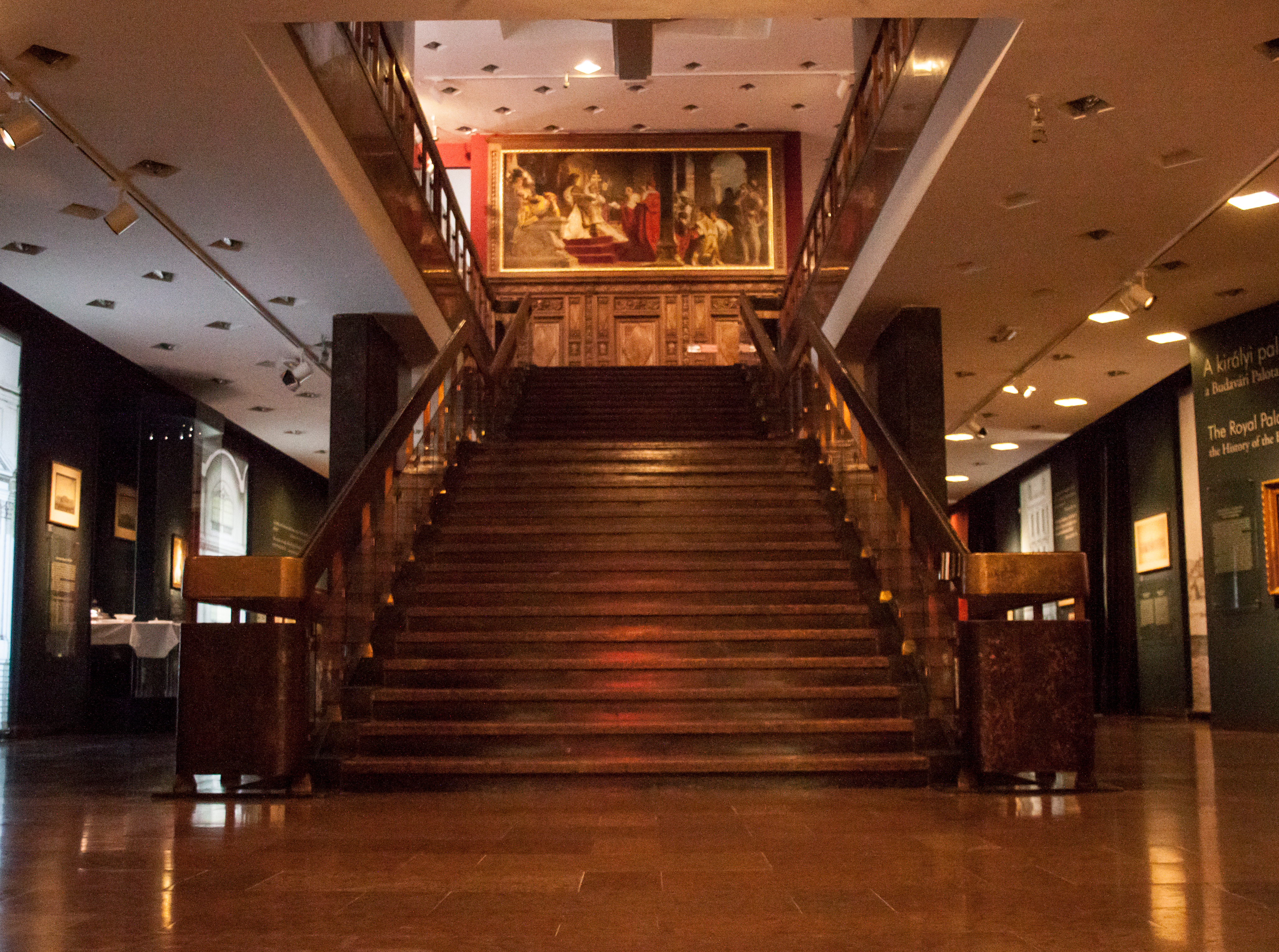
Główne schody wewnątrz Muzeum Historycznego Budapesztu w 2013 roku

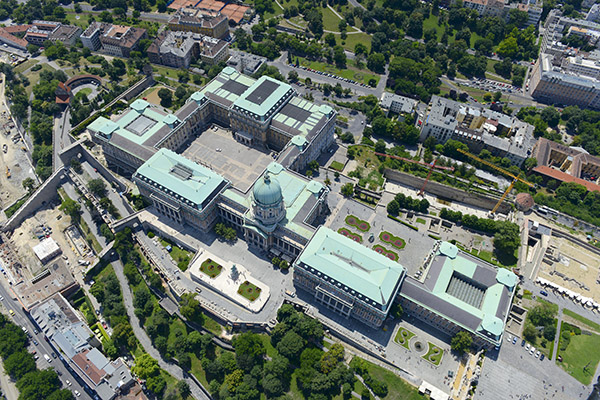
Zamek z lotu ptaka w 2013 roku

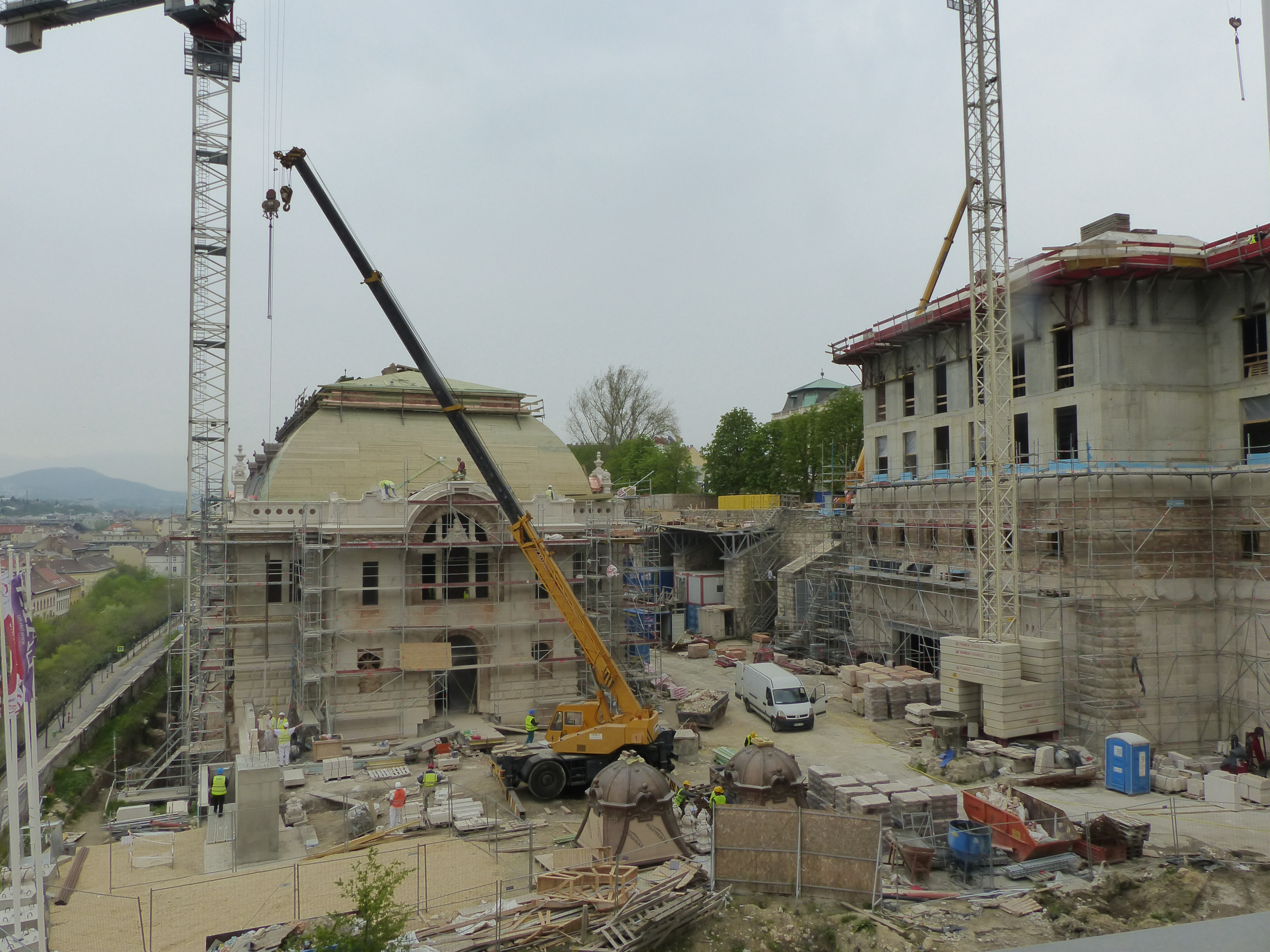
Ujeżdżalnia i kordegarda podczas rekonstrukcji w 2018 roku

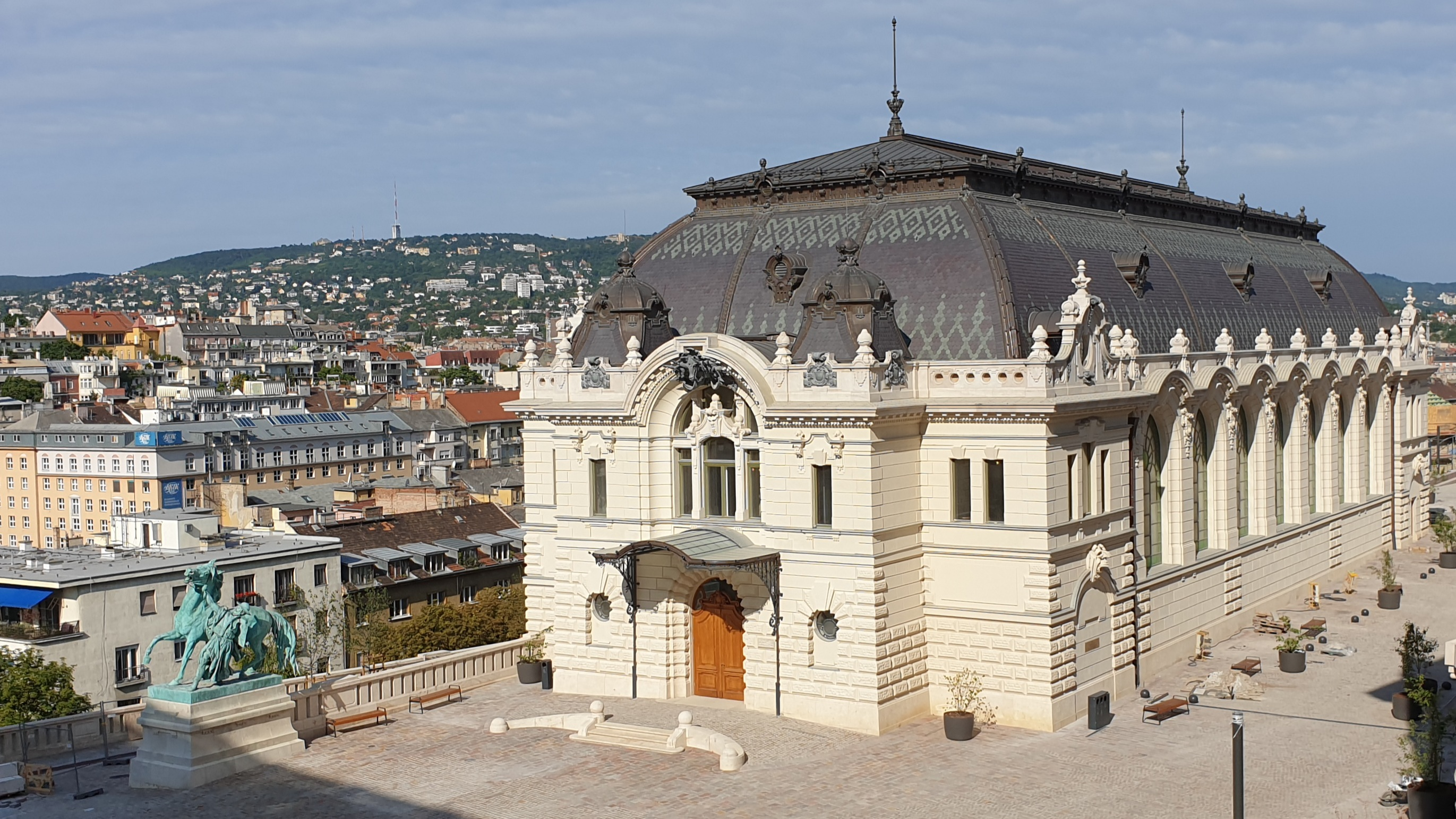
Ujeżdżalnia w 2021 roku

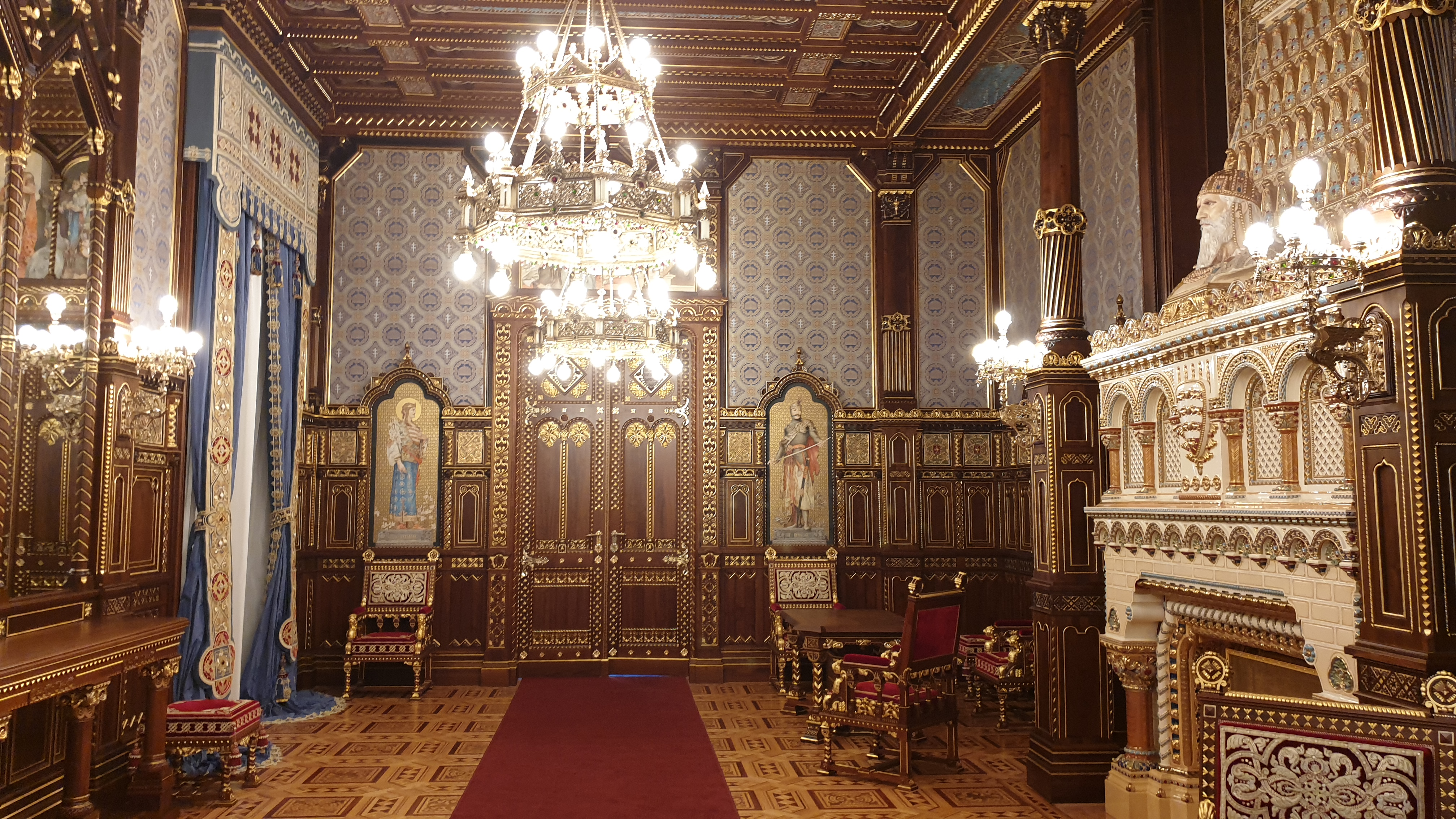
Sala św. Stefana w 2021 roku

Odbudowa budapeszteńskiego zamku Królewskiego rozpoczęła się w latach 60. XX wieku i ciągnęła się do lat 80. XX wieku. Fasadom budynku nadano barokowo-klasycystyczny wygląd przy jednoczesnym pozbawieniu ich pierwotnej, bogatej w detale dekoracji rzeźbiarskiej. W 1964 roku zbudowano nową barokową kopułę, wyższą od dotychczasowej o 3 m. Z setek bogato zdobionych pomieszczeń zamkowych tylko dwóm przywrócono historyczne oblicze – Krypcie Palatyńskiej pod dawnym kościołem zamkowym i Sali Tronowej, którą jednak odrestaurowano w uproszczonej formie, bez dawnej ornamentyki. Pozostałe wnętrza urządzono w oparciu o nowoczesną stylistykę, po czym w 1967 roku ulokowano w nich Muzeum Historyczne Budapesztu, w 1975 roku Węgierską Galerię Narodową, zaś w 1984 roku Państwową Bibliotekę Széchényiego. W trakcie odbudowy zamku zburzono kordegardę (w 1970 roku), schody Stöckla (w 1971 roku) i rampę prowadzącą do ujeżdżalni (w II połowie lat 70. XX wieku). Natomiast jeszcze przed rozpoczęciem odbudowy, w latach 50. XX wieku, przeprowadzono rozbiórkę ujeżdżalni.
W 1987 roku obszar budapeszteńskiej Dzielnicy Zamkowej wraz z panoramą nabrzeży Dunaju został wpisany na listę światowego dziedzictwa UNESCO.
W lipcu 2014 roku rząd Viktora Orbána ogłosił uruchomienie Narodowego Planu Hauszmanna (od 2019 roku znany pod nazwą Narodowy Program Hauszmanna (węg. Nemzeti Hauszmann Program)), mającego na celu odbudowę do pierwotnego stanu położonych na obszarze Dzielnicy Zamkowej ważnych historycznych budynków, tj. m.in. zamek Królewski i pałac Arcyksięcia Józefa, które zostały zniszczone podczas II wojny światowej oraz okresu komunizmu. Nazwa programu pochodzi od nazwiska architekta Alajosa Hauszmanna, który na przełomie XIX i XX wieku kierował przebudową zamku Królewskiego.
Jeszcze przed uruchomieniem Narodowego Programu Hauszmanna, w latach 2011–2014 przeprowadzono renowację stanowiącego część kompleksu zamkowego obiektu Várkert Bazár, od 1984 roku zamkniętego z powodu złego stanu technicznego. W latach 2016–2020 zrekonstruowane zostały ujeżdżalnia, kordegarda i schody Stöckla. Odbudowana ujeżdżalnia jest wielofunkcyjną przestrzenią do organizowania różnych wydarzeń, zaś kordegarda po odbudowie mieści kawiarnię i wystawę poświęconą wielowiekowej historii oraz działalności straży królewskiej. W 2019 roku na terenie zamku Królewskiego rozpoczęły się wykopaliska archeologiczne, w ramach których w kolejnych latach znaleziono fragmenty murów z okresu rządów władców ze średniowiecznej dynastii Arpadów, a także kolumny i dekoracje ścienne z czasów prac Hauszmanna i jego zespołu. W latach 2020–2021 odbudowano rampę konną łączącą dziedziniec Csikósa z dziedzińcem Hunyadi.
W maju 2021 roku ukończono odbudowę do stanu z czasów przebudowy Alajosa Hauszmanna południowej fasady południowego skrzydła łącznikowego zamku. 18 sierpnia tego roku otwarto, a dwa dni później udostępniono do zwiedzania położoną w południowym skrzydle zamku Salę św. Stefana, jedno z historycznych pomieszczeń budynku, którego pierwotny romantyczny wystrój przez sześć poprzednich lat pieczołowicie odtwarzano według oryginalnych planów Hauszmanna. W ciągu roku od otwarcia pierwszą ze zrekonstruowanych historycznych sal budapeszteńskiego zamku oraz związaną z nią wystawę odwiedziło ponad 100 tysięcy ludzi. 19 grudnia 2022 roku, w obecności dziennikarzy, oficjalnie ogłoszono rozpoczęcie odbudowy zamku Królewskiego do stanu z czasów przebudowy Hauszmanna (kilka dni wcześniej miała miejsce publikacja planów odbudowy wraz z wizualizacjami). Do realizacji przedsięwzięcia, którego głównym architektem został Robert Gutowski, oprócz oryginalnych planów Hauszmanna wykorzystano także zdjęcia i inne dokumenty. Oprócz form zewnętrznych odbudowane mają zostać także niektóre z historycznych pomieszczeń, tj. Sala Balowa, Galeria Bufetowa, Sala Habsburgów i Sala Tronowa. Po odbudowie w gmachu znajdą się recepcje, wystawy czasowe, kawiarnie, sklepy z pamiątkami, księgarnie, centra rozrywki dla dzieci i rodzin, obiekty edukacyjne, kościół, galerie sztuki, punkty gastronomiczne, ogrody, tarasy oraz punkty widokowe.